# Loge (nordisk mytologi)
 For alternative betydninger, se Loge (flertydig). (Se også artikler, som begynder med Loge)
Loge eller Logi ("lue") er en skikkelse i nordisk mytologi, en jætte som herskede over ilden. Loge var søn af tordenjætten Fornjot og bror til havjætten Ægir og vindjætten Kare.
I fortællingen om Thor og Lokes besøg hos jætten Udgårdsloke, kappes guderne mod jætterne, og Loke skal spise om kap med Loge. De spiser maden nøjagtigt lige hurtigt, men Loge, som jo repræsenterer ilden, har også spist både truget, de spiser af, og knoglerne. Derfor bliver han erklæret som vinder.